# Dénes Pócsik
Dénes Pócsik (* 9. März 1940 in Kunágota, Ungarn; † 20. November 2004 in Eger, Ungarn) war ein ungarischer Wasserballspieler. Er gewann mit der ungarischen Nationalmannschaft je eine olympische Gold-, Silber- und Bronzemedaille und war 1962 Europameister.

## Karriere
Dénes Pócsik spielte für SE Eger. Daneben studierte er und nahm als Student an den Universiaden 1963 und 1965 teil, bei denen die ungarische Mannschaft gewann.
Von 1960 bis 1972 wirkte Pócsik in 86 Länderspielen mit. 1962 siegten die Ungarn bei der Wasserball-Europameisterschaft 1962 in Leipzig vor den Jugoslawen und der sowjetischen Mannschaft. 1964 bei den Olympischen Spielen in Tokio siegten die Ungarn vor den Jugoslawen und der sowjetischen Mannschaft. Die Ungarn lagen nach dem 4:4 im direkten Vergleich nach Punkten gleichauf mit den Jugoslawen und gewannen den Titel dank der besseren Tordifferenz. Pócsik wirkte in drei Spielen mit und warf zwei Tore.
Bei den Olympischen Spielen 1968 in Mexiko-Stadt verloren die Ungarn das Halbfinale gegen die Jugoslawen, siegten aber im Spiel um Bronze gegen Italien. Pócsik wirkte in acht Spielen mit und warf im Spiel gegen die brasilianische Mannschaft einen Treffer. Vier Jahre später wurden die Medaillen bei den Olympischen Spielen 1972 in München in einer Finalrunde vergeben, am Ende lagen die Ungarn nach Punkten gleichauf mit der Mannschaft aus der Sowjetunion. Die sowjetische Mannschaft gewann die Goldmedaille wegen der besseren Tordifferenz, nachdem der direkte Vergleich mit 3:3 geendet hatte. Pócsik warf in acht Spielen insgesamt zwei Treffer. 
Nach seiner aktiven Laufbahn war Dénes Pócsik als Trainer tätig, zunächst von 1974 bis 1978 bei SE Eger. Von 1978 bis 1981 war er Nationaltrainer in Kuwait, dann drei Jahre in den Niederlanden und dann wieder drei Jahre in Kuwait. Später war er Nationaltrainer der ungarischen Frauen und in Australien.